# Dyckia granmogulensis
Dyckia granmogulensis är en gräsväxtart som beskrevs av Werner Rauh. Dyckia granmogulensis ingår i släktet Dyckia och familjen Bromeliaceae. Inga underarter finns listade i Catalogue of Life.